# GMC CCKW
GMC CCKW — 2,5-тонный грузовой автомобиль армии США с колёсной формулой 6X6. Применялся во время Второй мировой войны и Корейской войны. В войсках получил прозвище «Джимми» и «две с половиной». CCKW выпускался в множестве вариантов, с открытой или закрытой кабиной, с длинной колёсной базой (LWB 353) или короткой (SWB 352).
Всего было построено 562 750 экземпляров (лишь немногим меньше, чем Willys MB вместе с Ford GPW). Машины массово применялись в операции Red Ball Express — масштабной транспортной системе, созданной союзниками для снабжения войск в Западной Европе после высадки в Нормандии. Система просуществовала с 25 августа по 16 ноября 1944 года, когда был открыт порт в Антверпене. В самом разгаре использования система использовала 5958 грузовиков и перевозила около 12 500 тонн припасов ежедневно.
На основе базового шасси было создано множество других типов автомобилей: самосвал, автоцистерна, автомобиль для перевозки авиабомб, хирургическая машина, машина с безбортовой платформой и др. Автомобиль широко использовался странами-союзниками и после войны.

## История
В 1939—1940 годах US Army Ordnance Corps разработало техтребования к «тактическому грузовику колесной формулой 6×6 и грузоподъемностью 21⁄2-тонны вне дорог при любых погодных условиях». General Motors, уже поставлявшая грузовики в армию, модифицировала в 1939 модель ACKWX, строившуюся для французской армии, и назвала её CCKW, что расшифровывалось следующим образом: «C» — проект 1941 года; вторая «C» — «conventional cab», обычная кабина (схема «Кабина за двигателем»); «K» - полный привод; «W» - две задних оси. Производилась на заводах компании в подразделениях Yellow Truck and Coach division’s Pontiac, в Мичигане и Chevrolet в Сент-Луисе, Миссури.
До конца Второй Мировой войны было произведено 562 750 автомобилей серии CCKW, прежде всего для Армии США.

## Конструкция
Двигатель — бензиновый GMC 270 (270 — рабочий объём в кубических дюймах, примерно 4,4 л) — верхнеклапанный рядный 6-цилиндровый, мощностью 91 л. с. (68 кВт) при 2750 об/мин и моментом 293 Нм при 1400 об/мин. Диаметр цилиндра 96 мм, ход поршня 102 мм, разработан для коммерческих грузовиков, отличался надежностью и ремонтопригодностью.
Коробка передач — Warner T93 5-ступенчатая (5-я — повышающая), передавала момент на двухступенчатую раздатку. Все мосты ведущие (передние на листовых рессорах, задние на листовых рессорах с балансирами), типа Timken (разъемные по картеру главной передачи), позднее стали использовать т. н. «типа GM „банджо“.
Рама лестничная, имелось 2 варианта колесной базы (короткая — „Модель 352“, 368 см, — и „длинная“, 417 см — „Модель 353“). Меньшая применялась на буксировщиках пушек 75-мм и 105-мм гаубиц.
Шины 7,50-20», тормоза гидравлические с вакуумным усилителем.
На часть машин устанавливалась лебедка с тяговым усилием 4500 кг, что добавляло 140 кг к весу и 36 см к длине.
Изначально все версии использовали модифицированные закрытые цельнометаллические кабины коммерческих грузовиков, в 1944 появилась версия с брезентовыми крышей и «дверями»-скатками, стекло могло опускаться для целей транспортировки (в том числе в поздние годы службы — авиатранспортом). На четверти грузовиков над пассажирским сиденьем монтировался пулемет.

## Версии
Самая распространенная — 12-футовая грузовая платформа (3.7 m), изначально стальная, потом замененная ввиду экономии металла на деревянную с металлическим каркасом, однако она была «слабее» цельнометаллической и при первой возможности на конвейер вернули цельнометаллическую.
Специальные варианты:
- аэродромный подвозчик бомб
- машина РХБЗ
- передвижной стоматологический пункт
- пожарная машина
- топливо-маслозаправщики (750 американских галлонов (2,800 л) или 660 галлонов (2,500 л))
- автовышка
- K-53 и K-60 радио-пункт
- передвижной понтонный парк
- седельный тягач
- водоочистительная установка
- водовозка на 700 галлонов (2600 л)

AFKWX-353 — вариант с кабиной над двигателем (A — 1939 год проекта, F — кабина над двигателем, K полный привод, W — две задних оси) несмотря на ранний год разработки, поступила в производство только в 1942. Несмотря на то, что кабина позволяла устанавливать более длинные (4.6 и даже 5,2 м) платформы, трудности обслуживания двигателя привели к сравнительно малому объёму заказов на эту версию (всего 7235 штук, из ни первые 50 имели закрытую кабину, остальные — открытую.
DUKW — (D — 1942 год проекта, U — «utility», «транспорт», K — полный привод, W — две задние оси) («Duck» — «утка») плавающий автомобиль-транспортер. По ленд-лизу поставлено в СССР 586 (по другим данным — 715) шт. из 21 147 построенных.
CCW (C — 1941 год проекта, C — кабина за двигателем, W — две задние оси), — 5-тонный грузовик для дорог общего пользования, колесной формулой 6×4. Передний мост сделан не-ведущим, а раздаточная коробка была заблокирована на высшей передаче.